# Serapista rhodesiana
Serapista rhodesiana is een vliesvleugelig insect uit de familie Megachilidae. De wetenschappelijke naam van de soort is voor het eerst geldig gepubliceerd in 1940 door Mavromoustakis.